# Super League 2023-2024 (India)
La Indian Super League 2023-2024, chiamata ufficialmente 2023-2024 Hero Indian Super League per ragioni di sponsorizzazione, è la decima edizione dell'Indian Super League, il campionato di vertice del calcio indiano.
La squadra campione in carica è il Mohun Bagan SG, che ha vinto il suo primo titolo nell'edizione 2022-2023 del torneo.

## Stagione

### Aggiornamenti
Da questa stagione i partecipanti saranno 12, in quanto dalla I-League 2022-23 è stata promossa la vincitrice del campionato, il RoundGlass Punjab, inoltre l'ATK Mohun Bagan subisce una ribrendizzazione, modificando il nome e rinominandosi Mohun Bagan Super Giant. Secondo la nuova struttura della classifica delle competizioni per club AFC, i club ISL non avranno diritto a uno slot nella stagione 2024-2025 della AFC Champions League. Da questa stagione le prime due classificate si qualificano alla SAFF Club Championship.

## Squadre partecipanti e allenatori

### Squadre partecipanti, stadi e sponsor
| Club            | Stagione | Città       | Stadio                           | Stagione precedente                                                     |
| --------------- | -------- | ----------- | -------------------------------- | ----------------------------------------------------------------------- |
| Bengaluru       | dettagli | Bengaluru   | Sree Kanteerava Stadium          | 4ª Classificata, finalista di play-off                                  |
| Chennaiyin      | dettagli | Chennai     | Marina Arena                     | 8ª Classificata.                                                        |
| East Bengal     | dettagli | Calcutta    | Salt Lake Stadium                | 10ª Classificata.                                                       |
| FC Goa          | dettagli | Margao      | Fatorda Stadium                  | 7ª Classificata.                                                        |
| Hyderabad       | dettagli | Hyderabad   | GMC Balayogi Stadium             | 2ª Classificata, semifinalista di play-off                              |
| Jamshedpur      | dettagli | Jamshedpur  | JRD Tata Sports Complex          | 9ª Classificata.                                                        |
| Kerala Blasters | dettagli | Kochi       | Jawaharlal Nehru Stadium (Kochi) | 5ª Classificata, uscita nelle qualificazioni di play-off                |
| Mohun Bagan SG  | dettagli | Calcutta    | Salt Lake Stadium                | 3ª Classificata, finalista di play-off. Vincitrice Indian Super League. |
| Mumbai City     | dettagli | Mumbai      | Mumbai Football Arena            | 1ª Classificata, semifinalista di play-off                              |
| NorthEast Utd   | dettagli | Guwahati    | Indira Gandhi Athletic Stadium   | 11ª Classificata.                                                       |
| Odisha          | dettagli | Bhubaneswar | Kalinga Stadium                  | 6ª Classificata, uscita nelle qualificazioni di play-off.               |
| Punjab FC       | dettagli | SAS Nagar   | Jawaharlal Nehru Stadium (Delhi) | Esordiente, promosso dalla I-League.                                    |

### Allenatori
| Club            | Allenatore          | In carica dal    | Vice-allenatore  | Vice-allenatore indiano |
| --------------- | ------------------- | ---------------- | ---------------- | ----------------------- |
| Bengaluru       | Gerard Zaragoza     | 14 dicembre 2023 | Neil McDonald    | Renedy Singh            |
| Chennaiyin      | Owen Coyle          | 16 luglio 2023   | Sandy Stewart    | Raman Vijayan           |
| East Bengal     | Carles Cuadrat      | 26 aprile 2023   | Dimas Delgado    | Bino George             |
| FC Goa          | Manuel Márquez      | 2 giugno 2023    | Benito Montalvo  | Gouramangi Singh        |
| Hyderabad       | Thangboi Singto     | 7 luglio 2023    |                  | Shameel Chembakath      |
| Jamshedpur      | Khalid Jamil        | 31 dicembre 2023 |                  | Noel Wilson             |
| Kerala Blasters | Ivan Vukomanović    | 17 giugno 2021   | Frank Dauwen     | T. G. Purushothaman     |
| Mohun Bagan SG  | Antonio López Habas | 3 gennaio 2024   |                  | Clifford Miranda        |
| Mumbai City     | Petr Kratky         | 6 dicembre 2023  | Hiroshi Miyazawa | Anthony Fernandes       |
| NorthEast Utd   | Juan Pedro Benali   | 22 maggio 2023   |                  | Naushad Moosa           |
| Odisha          | Sergio Lobera       | 23 aprile 2023   | Floyd Pinto      | Santosh Kashyap         |
| Punjab FC       | Staikos Vergetis    | 8 agosto 2022    | Dimitrios Kakkos | Sankarlal Chakraborty   |

#### Cambio di allenatore
| Squadra        | Allenatore in uscita | Motivo      | Dal              | Fino al          | Allenatore in entrata | A partire dal    |
| -------------- | -------------------- | ----------- | ---------------- | ---------------- | --------------------- | ---------------- |
| Mumbai City    | Des Buckingham       | Rescissione | 8 ottobre 2021   | 16 novembre 2023 | Petr Kratky           | 6 dicembre 2023  |
| Bengaluru      | Simon Grayson        | Rescissione | 8 giugno 2022    | 9 dicembre 2023  | Gerard Zaragoza       | 14 dicembre 2023 |
| Jamshedpur     | Scott Cooper         | Rescissione | 14 luglio 2023   | 29 dicembre 2023 | Khalid Jamil          | 31 dicembre 2023 |
| Mohun Bagan SG | Juan Ferrando        | Esonero     | 20 dicembre 2021 | 3 gennaio 2024   | Antonio López Habas   | 3 gennaio 2024   |

## Giocatori stranieri
Il numero di giocatori stranieri ammessi in una squadra è di minimo cinque e massimo sei. Tuttavia, il numero massimo di giocatori stranieri ammessi in campo è quattro.
| Squadra                 | Giocatore 1          | Giocatore 2       | Giocatore 3         | Giocatore 4           | Giocatore 5       | Giocatore AFC        |
| ----------------------- | -------------------- | ----------------- | ------------------- | --------------------- | ----------------- | -------------------- |
| Bengaluru               | Javi Hernández       | Slavko Damjanović | Ryan Dale Williams  | Keziah Veendorp       | Oliver Drost      | Aleksandar Jovanović |
| Chennaiyin              | Connor Shields       | Rafael Crivellaro | Cristian Battocchio | Ryan Edwards          | Lazar Ćirković    | Jordan Murray        |
| East Bengal             | Cleiton Silva        | Saúl Crespo       | Víctor Vázquez      | Felicio Brown         | Aleksandar Pantić | Hijazi Maher         |
| Goa                     | Odei Onaindia        | Noah Sadaoui      | Carlos Martínez     | Carl McHugh           | Borja Herrera     | Paulo Retre          |
| Hyderabad               | João Victor          |                   |                     |                       |                   |                      |
| Jamshedpur              | Daniel Chima         | Alen Stevanović   | Jérémy Manzorro     | Elsinho               | Javier Siverio    | Rei Tachikawa        |
| Kerala Blasters         | Dīmītrīs Diamantakos | Marko Lešković    | Miloš Drinčić       | Fedor Černych         | Emmanuel Justine  | Daisuke Sakai        |
| Mohun Bagan Super Giant | Dimitri Petratos     | Jason Cummings    | Armando Sadiku      | Héctor Yuste          | Joni Kauko        | Brendan Hamill       |
| Mumbai City             | Jorge Pereyra Díaz   | Tiri              | Yoëll van Nieff     | Alberto Noguera       | Jakub Vojtuš      | Thaer Krouma         |
| NorthEast United        | Romain Philippoteaux | Míchel Zabaco     | Néstor Albiach      | Mohammed Ali Bemammer | Hamza Regragui    | Tomi Jurić           |
| Odisha                  | Diego Maurício       | Carlos Delgado    | Mourtada Fall       | Ahmed Jahouh          | Roy Krishna       | Cy Goddard           |
| Punjab                  | Juan Mera            | Luka Majcen       | Madih Talal         | Dīmītrīs Chatzīīsaias | Wilmar Jordán Gil | Kiran Chemjong       |

## Classifica
|       | Pos. | Squadra         | Pt | G  | V  | N | P  | GF | GS | DR  |
| ----- | ---- | --------------- | -- | -- | -- | - | -- | -- | -- | --- |
|       | 1.   | Mohun Bagan SG  | 48 | 22 | 15 | 3 | 4  | 47 | 26 | +21 |
|       | 2.   | Mumbai City     | 47 | 22 | 14 | 5 | 3  | 43 | 19 | +24 |
|       | 3.   | FC Goa          | 45 | 22 | 13 | 6 | 3  | 39 | 21 | +18 |
|       | 4.   | Odisha          | 39 | 22 | 11 | 6 | 5  | 35 | 21 | +12 |
|       | 5.   | Kerala Blasters | 33 | 22 | 10 | 3 | 9  | 32 | 31 | +1  |
|       | 6.   | Chennaiyin      | 27 | 22 | 8  | 3 | 11 | 26 | 36 | -10 |
|       | 7.   | NorthEast Utd   | 26 | 22 | 6  | 8 | 8  | 30 | 34 | -4  |
| [ 6 ] | 8.   | East Bengal     | 24 | 22 | 6  | 6 | 10 | 27 | 29 | -2  |
|       | 9.   | Punjab FC       | 24 | 22 | 6  | 6 | 10 | 28 | 35 | -7  |
|       | 10.  | Bengaluru       | 22 | 22 | 5  | 7 | 10 | 20 | 34 | -14 |
|       | 11.  | Jamshedpur      | 21 | 22 | 5  | 6 | 11 | 27 | 32 | -5  |
|       | 12.  | Hyderabad       | 8  | 22 | 1  | 5 | 16 | 10 | 43 | -33 |

Legenda:

      Vincitore dell'ISL League Winners' Shield e ammesso ai gironi di AFC Champions League 2 2024-2025
      Ammessa ai turni preliminari di AFC Champions League 2 2024-2025
      Ammesse alle qualificazioni di SAFF Club Championship 2024
 Ammesse ai Play-off

## Spareggi

### Play-off

#### Tabellone
|  | Qualificazione | Qualificazione  | Qualificazione |             |                | Semifinali     | Semifinali     | Semifinali |  |  | Finale | Finale | Finale |  |
|  |                |                 |                |             |                |                |                |            |  |  |        |        |        |  |
|  |                |                 |                |             |                | 1              | Mohun Bagan SG |            |  |  |        |        |        |  |
|  |                |                 |                |             |                | 1              | Mohun Bagan SG |            |  |  |        |        |        |  |
|  |                |                 |                | Odisha      |                |                |                |            |  |  |        |        |        |  |
|  | 4              | Odisha          | 2              |             |                |                |                |            |  |  |        |        |        |  |
|  | 4              | Odisha          | 2              |             |                |                |                |            |  |  |        |        |        |  |
|  | 5              | Kerala Blasters | 1              |             |                |                |                |            |  |  |        |        |        |  |
|  | 5              | Kerala Blasters | 1              |             | Mohun Bagan SG | Mohun Bagan SG | 1              |            |  |  |        |        |        |  |
|  |                |                 |                |             |                |                |                |            |  |  |        |        |        |  |
|  |                |                 | Mumbai City    | Mumbai City | 3              |                |                |            |  |  |        |        |        |  |
|  |                |                 |                | Mumbai City | 3              |                |                |            |  |  |        |        |        |  |
|  |                |                 |                |             |                |                |                |            |  |  |        |        |        |  |
|  |                |                 |                |             |                |                |                |            |  |  |        |        |        |  |
|  |                | 2               | Mumbai City    |             |                |                |                |            |  |  |        |        |        |  |
|  |                |                 |                |             |                |                |                |            |  |  |        |        |        |  |
|  |                |                 |                | FC Goa      |                |                |                |            |  |  |        |        |        |  |
|  | 3              | FC Goa          | 2              |             |                |                |                |            |  |  |        |        |        |  |
|  | 3              | FC Goa          | 2              |             |                |                |                |            |  |  |        |        |        |  |
|  | 6              | Chennaiyin      | 1              |             |                |                |                |            |  |  |        |        |        |  |

## Statistiche

### Squadre

#### Classifica in divenire
|                         | 1ª | 2ª | 3ª | 4ª | 5ª | 6ª | 7ª | 8ª | 9ª | 10ª | 11ª | 12ª | 13ª | 14ª | 15ª | 16ª | 17ª | 18ª | 19ª | 20ª | 21ª | 22ª |
| ----------------------- | -- | -- | -- | -- | -- | -- | -- | -- | -- | --- | --- | --- | --- | --- | --- | --- | --- | --- | --- | --- | --- | --- |
| Bengaluru               | 0  | 0  | 3  | 3  | 4  | 5  | 6  | 7  | 7  | 7   | 8   | 11  | 11  | 11  | 14  | 15  | 18  | 21  | 21  | 22  | 22  | 22  |
| Chennaiyin              | 0  | 0  | 0  | 3  | 6  | 6  | 7  | 8  | 9  | 12  | 12  | 12  | 15  | 15  | 15  | 15  | 18  | 18  | 21  | 24  | 27  | 27  |
| East Bengal             | 1  | 4  | 4  | 4  | 5  | 5  | 6  | 9  | 10 | 11  | 12  | 15  | 15  | 15  | 15  | 18  | 18  | 18  | 21  | 21  | 24  | 24  |
| FC Goa                  | 3  | 6  | 9  | 12 | 13 | 16 | 19 | 20 | 23 | 26  | 29  | 30  | 30  | 30  | 31  | 32  | 32  | 35  | 38  | 39  | 42  | 45  |
| Hyderabad               | 0  | 0  | 0  | 0  | 1  | 2  | 2  | 2  | 3  | 3   | 3   | 3   | 4   | 4   | 4   | 5   | 5   | 8   | 8   | 8   | 8   | 8   |
| Jamshedpur              | 1  | 1  | 4  | 5  | 5  | 5  | 5  | 5  | 6  | 6   | 9   | 9   | 9   | 10  | 13  | 14  | 17  | 20  | 20  | 20  | 21  | 21  |
| Kerala Blasters         | 3  | 6  | 6  | 7  | 10 | 13 | 16 | 17 | 17 | 20  | 23  | 26  | 26  | 29  | 29  | 29  | 29  | 29  | 29  | 29  | 30  | 33  |
| Mohun Bagan Super Giant | 3  | 6  | 9  | 9  | 10 | 13 | 14 | 17 | 18 | 21  | 21  | 21  | 24  | 27  | 30  | 33  | 36  | 39  | 39  | 42  | 45  | 48  |
| Mumbai City             | 3  | 4  | 7  | 10 | 11 | 14 | 17 | 18 | 21 | 22  | 22  | 25  | 28  | 31  | 34  | 35  | 35  | 35  | 38  | 41  | 44  | 47  |
| NorthEast United        | 0  | 3  | 4  | 5  | 8  | 8  | 9  | 9  | 10 | 10  | 11  | 12  | 15  | 16  | 16  | 17  | 20  | 20  | 20  | 23  | 23  | 26  |
| Odisha                  | 3  | 4  | 4  | 7  | 7  | 10 | 11 | 14 | 15 | 18  | 19  | 22  | 25  | 28  | 31  | 32  | 32  | 32  | 35  | 36  | 39  | 39  |
| Punjab                  | 0  | 0  | 1  | 2  | 2  | 2  | 2  | 3  | 4  | 4   | 7   | 7   | 8   | 11  | 11  | 14  | 14  | 17  | 20  | 21  | 21  | 24  |

### Primati stagionali

#### Squadre
- Maggior numero di vittorie: Mohun Bagan SG (15)
- Minor numero di sconfitte: Goa, Mumbai City (3)
- Miglior attacco: Mohun Bagan SG (47)
- Miglior difesa: Mumbai City (19)
- Miglior differenza reti: Mumbai City (+24)
- Maggior numero di pareggi: NorthEast Utd (8)
- Minor numero di pareggi: Chennaiyin, Kerala Blasters, Mohun Bagan SG (3)
- Partita con più spettatori: Mohun Bagan SG 2–1 Mumbai City (61 777) (15 aprile 2024)
- Partita con meno spettatori: Hyderabad 0–2 Goa (380) (1 febbraio 2024)
- Media spettatori: 11 609
- Minor numero di vittorie: Hyderabad (1)
- Maggior numero di sconfitte: Hyderabad (16)
- Peggior attacco: Hyderabad (10)
- Peggior difesa: Hyderabad (43)
- Peggior differenza reti: Hyderabad (-33)
- Partita con più reti:  Kerala Blasters 3–4 Mohun Bagan SG (13 marzo 2024)
- Partita con maggiore scarto di gol: East Bengal 5–0 NorthEast United (4 dicembre 2023),  Hyderabad 0–5 Jamshedpur (21 dicembre 2023)
- Miglior serie positiva: Mohun Bagan SG, Mumbai City (5)
- Peggior serie negativa: Hyderabad (8)

### Individuali

#### Classifica marcatori
| Gol | Rigori |  | Giocatore             | Squadra         |
| --- | ------ |  | --------------------- | --------------- |
| 13  | 1      |  | Roy Krishna           | Odisha          |
| 13  | 3      |  | Dīmītrīs Diamantakos  | Kerala Blasters |
| 12  | 0      |  | Jason Cummings        | Mohun Bagan SG  |
| 11  | 2      |  | Noah Sadaoui          | Goa             |
| 11  | 3      |  | Diego Maurício        | Odisha          |
| 10  | 1      |  | Lallianzuala Chhangte | Mumbai City     |
| 10  | 2      |  | Dimitri Petratos      | Mohun Bagan SG  |
| 10  | 2      |  | Jorge Pereyra Díaz    | Mumbai City     |
| 9   | 1      |  | Carlos Martínez       | Goa             |
| 8   | 0      |  | Armando Sadiku        | Mohun Bagan SG  |
| 8   | 1      |  | Wilmar Jordán Gil     | Punjab          |
| 8   | 1      |  | Luka Majcen           | Punjab          |
| 8   | 1      |  | Vikram Partap Singh   | Mumbai City     |
| 8   | 2      |  | Cleiton Silva         | East Bengal     |
| 6   | 0      |  | Daniel Chima          | Jamshedpur      |
| 5   | 0      |  | Nandha Kumar Sekar    | East Bengal     |
| 5   | 0      |  | Rei Tachikawa         | Jamshedpur      |
| 5   | 0      |  | Madih Talal           | Punjab          |
| 5   | 1      |  | Jérémy Manzorro       | Jamshedpur      |
| 5   | 1      |  | Javi Hernández        | Bengaluru       |
| 5   | 1      |  | Néstor Albiach        | NorthEast Utd   |
| 5   | 2      |  | Tomi Jurić            | NorthEast Utd   |
| 5   | 2      |  | Jordan Murray         | Chennaiyin      |
| 5   | 3      |  | Sunil Chhetri         | Bengaluru       |
| 4   | 0      |  | Víctor Rodríguez      | Goa             |
| 4   | 0      |  | Naorem Mahesh Singh   | East Bengal     |
| 4   | 0      |  | Jithin MS             | NorthEast Utd   |
| 4   | 0      |  | Parthib Gogoi         | NorthEast Utd   |
| 4   | 0      |  | Liston Colaco         | Mohun Bagan SG  |
| 4   | 0      |  | Isak Vanlalruatfela   | Odisha          |
| 4   | 0      |  | Manvir Singh          | Mohun Bagan SG  |
| 4   | 0      |  | Bipin Singh           | Mumbai City     |
| 4   | 2      |  | Rafael Crivellaro     | Chennaiyin      |
| 4   | 2      |  | Saúl Crespo           | East Bengal     |
| 3   | 0      |  | Adrián Luna           | Kerala Blasters |
| 3   | 0      |  | Connor Shields        | Chennaiyin      |
| 3   | 0      |  | Mourtada Fall         | Odisha          |
| 3   | 0      |  | Ryan Dale Williams    | Bengaluru       |
| 3   | 0      |  | Rowllin Borges        | Goa             |
| 3   | 0      |  | Mohammad Yasir        | Goa             |
| 3   | 0      |  | Iker Guarrotxena      | Mumbai City     |
| 3   | 0      |  | Javier Siverio        | Jamshedpur      |
| 3   | 0      |  | Daisuke Sakai         | Kerala Blasters |
| 3   | 0      |  | Phalguni Singh        | NorthEast Utd   |
| 3   | 0      |  | Rahim Ali             | Chennaiyin      |
| 3   | 0      |  | Borja Herrera         | Goa             |
| 3   | 0      |  | Fedor Černych         | Kerala Blasters |
| 3   | 0      |  | Boris Singh Thangjam  | Goa             |
| 3   | 0      |  | Brandon Fernandes     | Goa             |